# Rei Amador
Rei Amador (Rey Amador), era un miembro del Reino Angolares y el líder de la Rebelión de Esclavos famosa de 1595 en las islas africanas de Santo Tomé y Príncipe. Según algunos documentos históricos Rei Amador era 'un esclavo', quien evitó la esclavitud y movilizó a todos los Angolares así como a otros Africanos para construir una nación libre sobre el interior de las islas mencionadas.

## Historia
Los Angolares habitaron el lado del Sur de la isla la Santo Tomé y Príncipe y allí hay diferente versiones sobre su historia y llegada a aquellas islas africanas: La primera argumenta que los Angolares, fueron esclavos africanos traídos del continente, probablemente de Angola, quienes sobrevivieron a un naufragio, que ocurrió a 4 kilómetros de la costa Sudeste de la Santo Tomé.
La segunda versión, argumenta que los Angolares fueron esclavos Africanos quienes han evadido a sus dueños circa 1470, el año en el cual los portugueses llegaron a Santo Tomé y Príncipe, y han creado su propia nación libre dentro de las islas, llamada Kilombo o Quilombo. El término Kilombo o Quilombo se deriva del Kimbundo (una de las lenguas bantúes más habladas en Angola) puede significar establecimiento, reino, población, unión. Un Kilombo es una nación independiente creada por Africanos esclavizados, quienes lucharon contra la esclavitud, una vez evadida esta, construyeron su propio estado independiente, dentro del sistema de esclavitud. Los Kilombos, por lo general, eran localizados en las regiones densas de los bosques, lejos de las plantaciones.
La tercera versión, argumenta que los Angolares eran Africanos quienes emigraron del continente a las islas Santo Tomé y Príncipe solos, mucho antes de la llegada de los Portugueses en aquellas islas. Sin embargo, los restos tan particulares en la historia de los Angolares y su reino en Santo Tomé y Príncipe son parte de una historia de autodeterminación y de independencia llevada a cabo por Rei Amador.
El 9 de julio de 1595, Rei Amador y su gente, los Angolares, aliados con otros Africanos esclavizados sobre las plantaciones, marchó por los bosques interiores y luchó contra los portugueses. Se dice que aquel día, Rei Amador y sus seguidores elevaron una bandera delante de los colonos y proclamaron a Rei Amador como Rey de Santo Tomé y Príncipe, haciéndose saber como "Rei Amador, el libertador de toda la gente Negra".
Entre 1595 y 1596 Santo Tomé y Príncipe fue gobernado por los Angolares, bajo el mando de Rei Amador. El 4 de enero de 1596, Rei Amador fue capturado, condenado a prisión y asesinado por los portugueses. Todavía hoy, lo recuerdan a él con mucho cariño y lo consideran héroe nacional en las islas.
En 2004, el año internacional de las conmemoraciones de Lucha Contra Esclavitud y su Abolición, el Secretario General de las Naciones Unidas, Kofi Annan, inauguró una estatua de Rei Amador en Santo Tomé y Príncipe.